# Vaumarcus
Vaumarcus je bývalá samostatná obec v kantonu Neuchâtel na západě Švýcarska. Od roku 1875 do roku 1966 se obec oficiálně nazývala Vaumarcus-Vernéaz. Žije zde asi 270 obyvatel. 
Dříve samostatná obec vytvořila k 1. lednu 2018 společně s obcemi Bevaix, Fresens, Gorgier, Montalchez a Saint-Aubin-Sauges novou obec La Grande Béroche.

## Geografie
Vaumarcus leží v nadmořské výšce 447 m, 18 km jihozápadně od hlavního města kantonu, Neuchâtelu. Nejbližší větší město je Yverdon-les-Bains, 14 km jihozápadně vzdušnou čarou. Obec se rozkládá na jižním úpatí Jury, v blízkosti břehů Neuchâtelského jezera, jižně od ústí potoka La Vaux.
Území bývalé obce o rozloze pouze 1,8 km² zahrnuje úzký úsek severozápadního břehu Neuchâtelského jezera. Území se táhne od břehu směrem na západ přes výšiny Bois de Seyte a údolí Vernéaz až k východnímu svahu hory Mont Aubert, kde Vaumarcus dosahuje nejvyššího bodu ve výšce 640 m n. m. Severní hranici tvoří údolí potoka Ruisseau de la Vaux, který se zařezává hluboko do svahu. V roce 1997 bylo 12 % rozlohy obce pokryto zastavěnou plochou, 26 % lesy a lesními porosty a 62 % zemědělstvím.
K obci Vaumarcus patřila vesnice Vernéaz (610 m n. m.) na východním svahu Mont Aubert a několik samostatných farem. Sousedními obcemi Vaumarcus byly Saint-Aubin-Sauges a Fresens v kantonu Neuchâtel a Mutrux a Concise v kantonu Vaud.

## Historie

Letecký pohled (1949)

První zmínka o obci pochází z roku 1194 a nese název Vallis Margult, název Valmarcuel se objevuje v roce 1228. Slovo Margult lze pravděpodobně odvodit od germánského osobního jména Markold nebo Markwald. Historie obce je úzce spjata s historií hradu Vaumarcus, který je zmiňován již v roce 1285. V roce 1308 se špatně udržovaný hrad dostal do majetku hrabat z Neuchâtelu, kteří jej obnovili. Protože hradní pán, který patřil k vedlejší linii hrabat z Neuchâtelu, ukrýval Karla Smělého, byl hrad v roce 1476 po bitvě u Grandsonu zapálen.
Od roku 1599 stál v čele panství, které bylo o čtyři roky dříve povýšeno na baronství, Johann-Ulrich von Bonstetten, ženatý s Annou von Neuchâtel-Vaumarcus. Od roku 1675 jej spravovali potomci Davida von Büren (1614–1695) a jeho manželky, rozené von Bonstetten, a to až do roku 1831, kdy se léna vzdali.
Od roku 1648 byl Neuchâtel knížectvím a od roku 1707 byl personální unií připojen k Pruskému království. V roce 1806 byla oblast postoupena Napoleonovi a v roce 1815 se v rámci Vídeňského kongresu stala součástí Švýcarské konfederace, ačkoli pruští králové zůstali knížaty Neuchâtelu až do Neuchâtelské smlouvy z roku 1857.
V roce 1941 se ve Vaumarcusu konal prázdninový tábor protestantské mládežnické organizace Unions chrétienne de Jeunes Gens, Cevi. Jako host na něm promluvil teolog Karl Barth.

## Obyvatelstvo

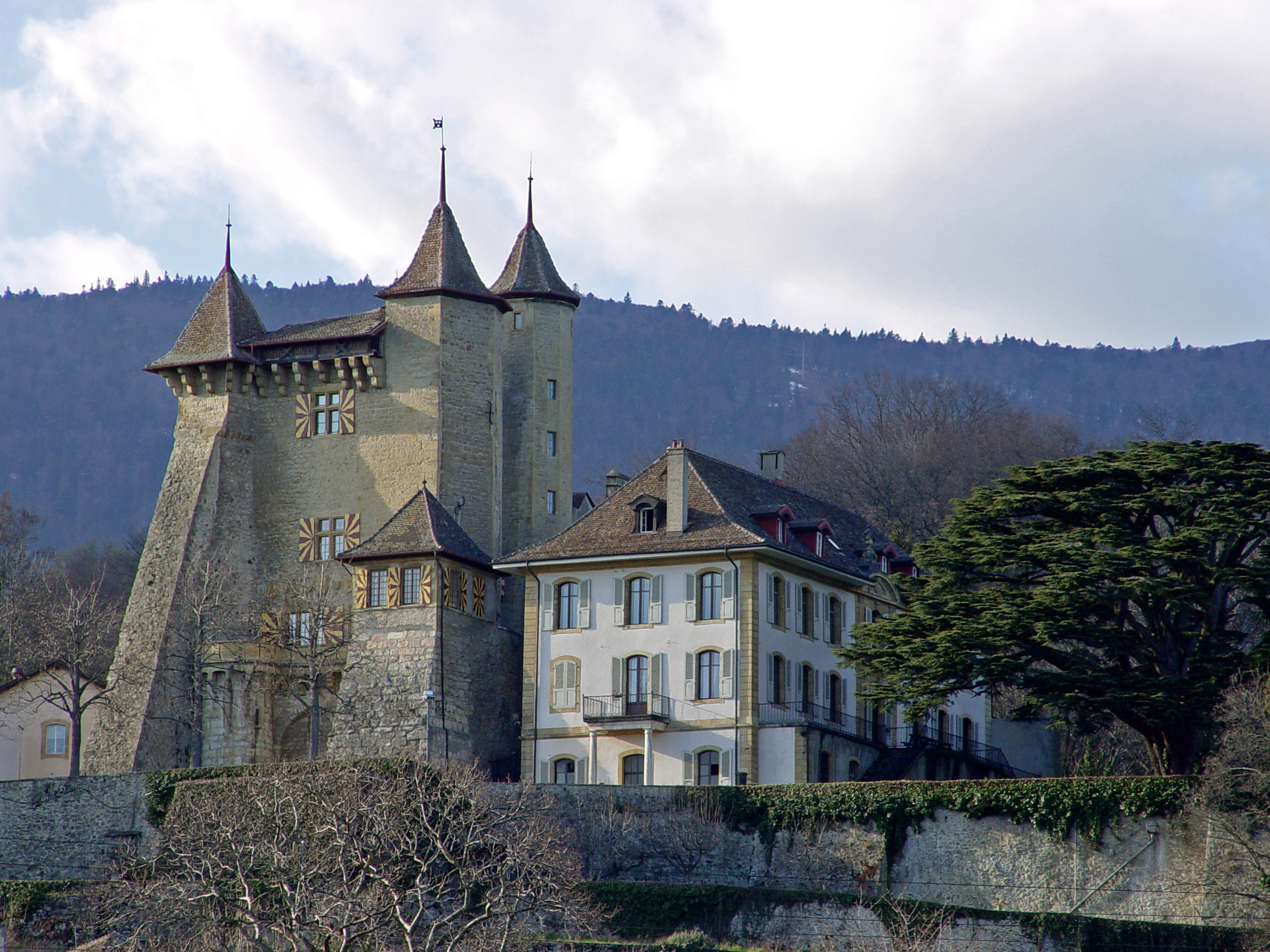
Hrad Vaumarcus

Z obyvatel je 93,2 % francouzsky mluvících, 3,7 % německy mluvících a 2,1 % italsky mluvících (od roku 2000). Od roku 1970 (140 obyvatel) se počet obyvatel obce výrazně zvýšil.

## Hospodářství
Až do 20. století byl Vaumarcus vesnicí, která se vyznačovala především zemědělstvím. Na nižších svazích Jury jsou obdělávány vinice, výše převažuje orná půda. Pracovní místa jsou zde také v tiskárně a ve službách. V Camp de Vaumarcus, středisku na pomezí Vaumarcus a Concise, provozují různé organizace od jara do podzimu prázdninové tábory. Le Camp je centrem a místem setkávání, školení a dovolených.

## Doprava
Bývalá obec má dobré dopravní spojení. Nachází se v blízkosti hlavní silnice č. 5 z Neuchâtelu do Yverdonu. S výstavbou dálnice A5 (Neuchâtel–Yverdon), která byla otevřena pro dopravu v květnu 2005, se oblast břehu Neuchâtelského jezera u Vaumarcusu výrazně změnila; dálnice zde vede jen několik metrů od břehu jezera. Dne 7. listopadu 1859 byla slavnostně otevřena železniční trať Neuchâtel–Yverdon se stanicí ve Vaumarcusu; vlaky však jezdí směrem na Neuchâtel pouze ve dvou částech dne, ráno a večer. Obec je lépe obsluhována autobusovou linkou, která jezdí mezi Gorgier a Yverdonem.